# Dermestes kafkai
Dermestes kafkai là một loài bọ cánh cứng trong họ Dermestidae. Loài này được Háva & Kalík miêu tả khoa học năm 1999.